# Merino

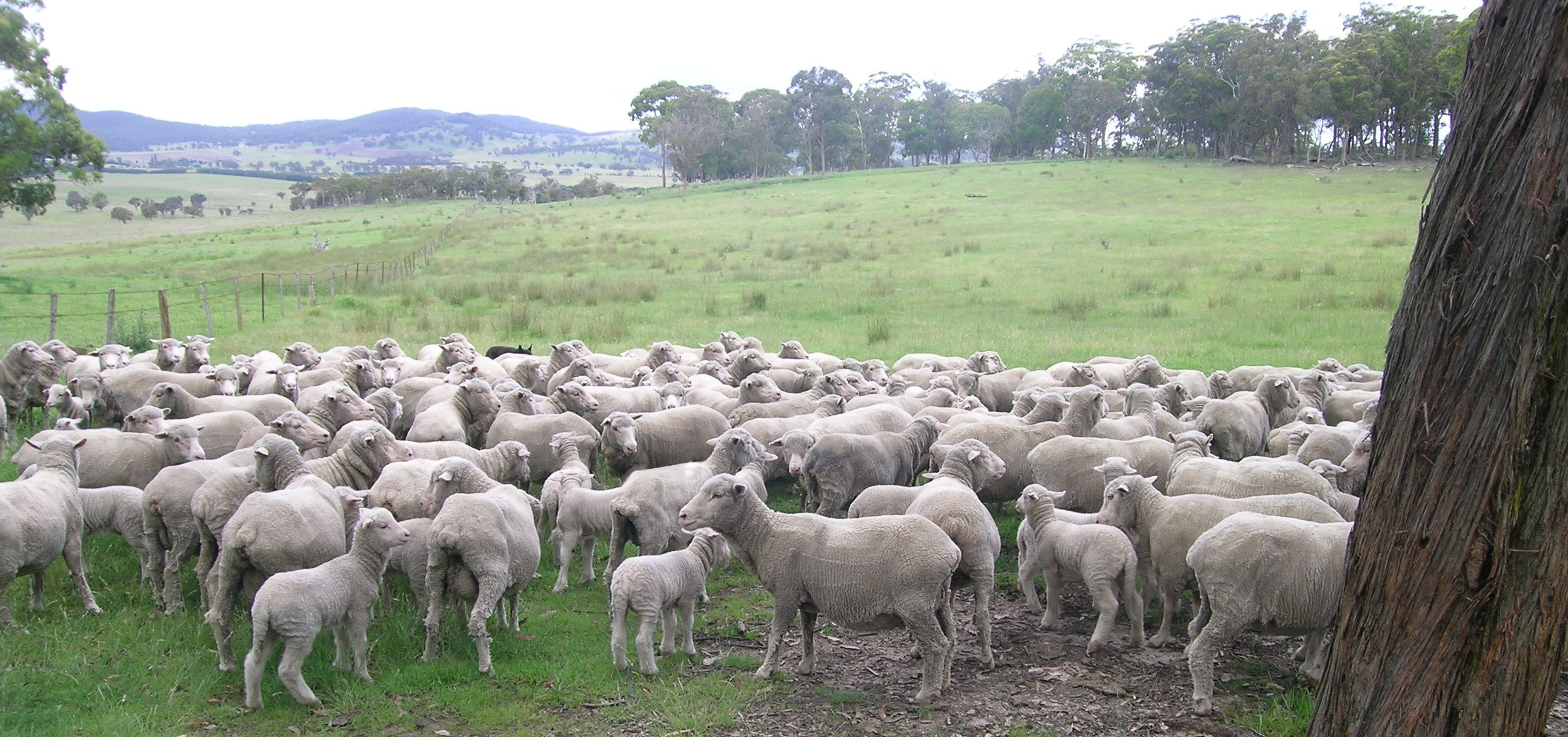
Merinové ovce s jehňaty (Nový Jižní Wales 2007)

Merino je označení pro plemeno ovcí se srstí s jemnými vlákny, pro (každou) jemnou, měkkou ovčí vlnu a pro textilie obsahující tato vlákna.

## Z historie merina
Původ druhu ovce není známý, z několika variant možného původu jména merino převládá mezi historiky názor, že je pravděpodobně odvozeno od názvu příslušníků marockého kmene Beni Merin, kteří se dostali během maurské invaze ve 12. století do Španělska a přivedli s sebou své ovce a koně. Výraz merino se objevuje ve španělských archivech poprvé v 16. století a teprve o dvě stě let později se začal běžně používat. Až do 18. století mělo Španělsko monopol na jemnou vlnu, vývoz byl přísně zakázán, ovce byly ve vlastnictví krále a vyvolených šlechticů. Začátkem 18. století bylo propašováno několik ovcí mimo jiné do Francie a do Saska a v roce 1788 přišlo prvních 44 ovcí do Austrálie. V 1. polovině 19. století se Austrálci intenzivně snažili křížením (s dlouhosrstou ovcí aj) zlepšit kvalitu a výnos chovu. Nejúspěšnější byl  G. H. W. Peppin a jeho synové. Jejich chov s označením Peppin (od roku 1861) přinášel výnos 5,1 kg prané vlny na ovci a rok, což bylo mnohem víc než tehdejší australský průměr.
V 21. století dodává Austrálie jako největší světový producent ovčí vlny asi 70 % svých merinových vláken s označením Peppin Merino. Z Austrálie pochází více než polovina celosvětových dodávek merinové vlny, k velkým producentům se počítá Čína, Rusko a Nový Zéland. Spotřeba jemné vlny se však v posledních letech soustavně snižuje. Ze 740 tisíc tun v roce 1990 poklesla v roce 2021 na cca 270 tisíc tun.

## Druhy merinové vlny

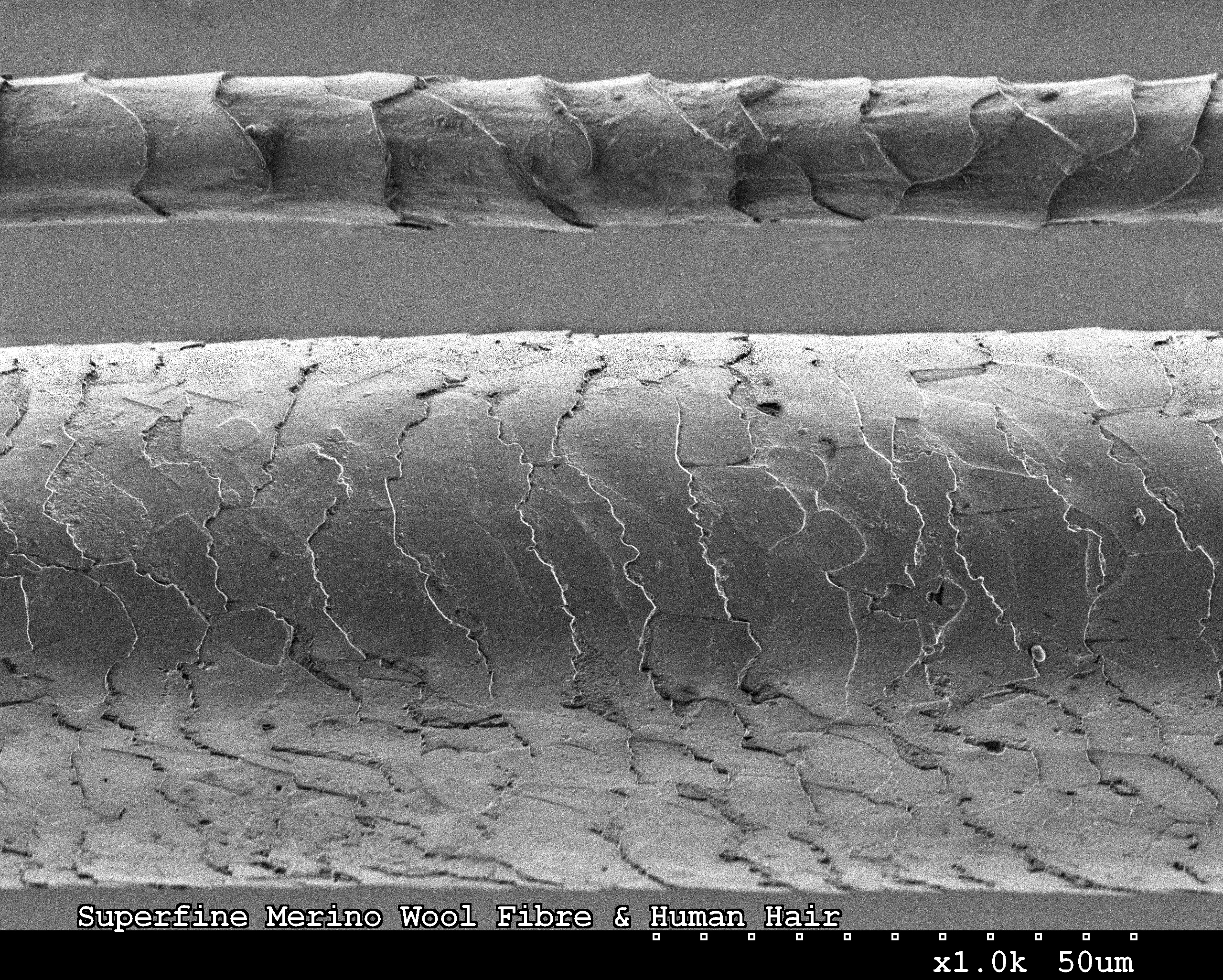
Australské Superfine Merino nad lidským vlasem (360× zvětšeno, 2008)

V Austrálii se rozeznávají 4 základní plemena merinové ovce:
Peppin, South Australian Merino, Saxon Merino a Spanish Merino.
Australští chovatelé často rozdělují své ovce jen na dvě části: peppin a non-peppin od druhu Peppin se získává asi 70 % merinové vlny. Tyto ovce jsou považovány za přímé potomky plemene vyvinutého bratry Peppinovými. Chovají se v suchých vnitrozemských regionech, vlákno střední jemnosti má krémovou barvu, roční výnos ze zvířete dosahuje až 18 kg surové vlny. 
- South Australian Merino je nejhrubší merino (strong wool), má vyšší obsah tuku ve vlákenném rounu
- Saxony Merino se chová se ve vyšších a vlhčích polohách, má leskle bílé vlákno, výnos 3–6 kg za rok
- Spanish Merino je kříženec původní španělské ovce se saskou

Ve světě jsou známé varianty merinové ovce a vlny jako: 
- booroola (druh australského merina pocházející z bengálského plemene Garole[5]), dohne, delaine, poll, est a laine, xinjiang, german, german mutton, polish, fonthil, border aj.[6]

Podle jemnosti se klasifikuje merino:
- Ultrafine Wool – 12,5–17,5 µm
- Superfine Wool – 17,6–18,5 µm
- Fine Wool – 18,9–19,5 µm
- Medium Wool – 20,6–22,5 µm (stapl 90–115 mm)
- Strong Wool – nad 22,6 µm (stapl cca 100 mm)[7]

## Vlastnosti merinových vláken
Pevnost za sucha 0,9–1,8 cN/dtex, za mokra 70–80 %
Tažnost za sucha 35 %, za mokra 25–50 % 
Pružnost: zkadeření s 80–100 obloučky na 1 cm délky vlákna, při deformaci o 2 % návratnost 99 %, při deformaci o 10 % návratnost 51 %
Hřejivost vyjádřená měrnou tepelnou kapacitou obnáší 4,55 Jkg-1K-1. Hřejivost je ovlivněna zejména chemickým složením (absorbovaná kapalina s obsahem  až 35 % vlastní hmotnosti vlákna se mění na teplo) a dutým jádrem vlákna (zachycuje vzduch s obsahem až 80 % hmotnosti vlákna)

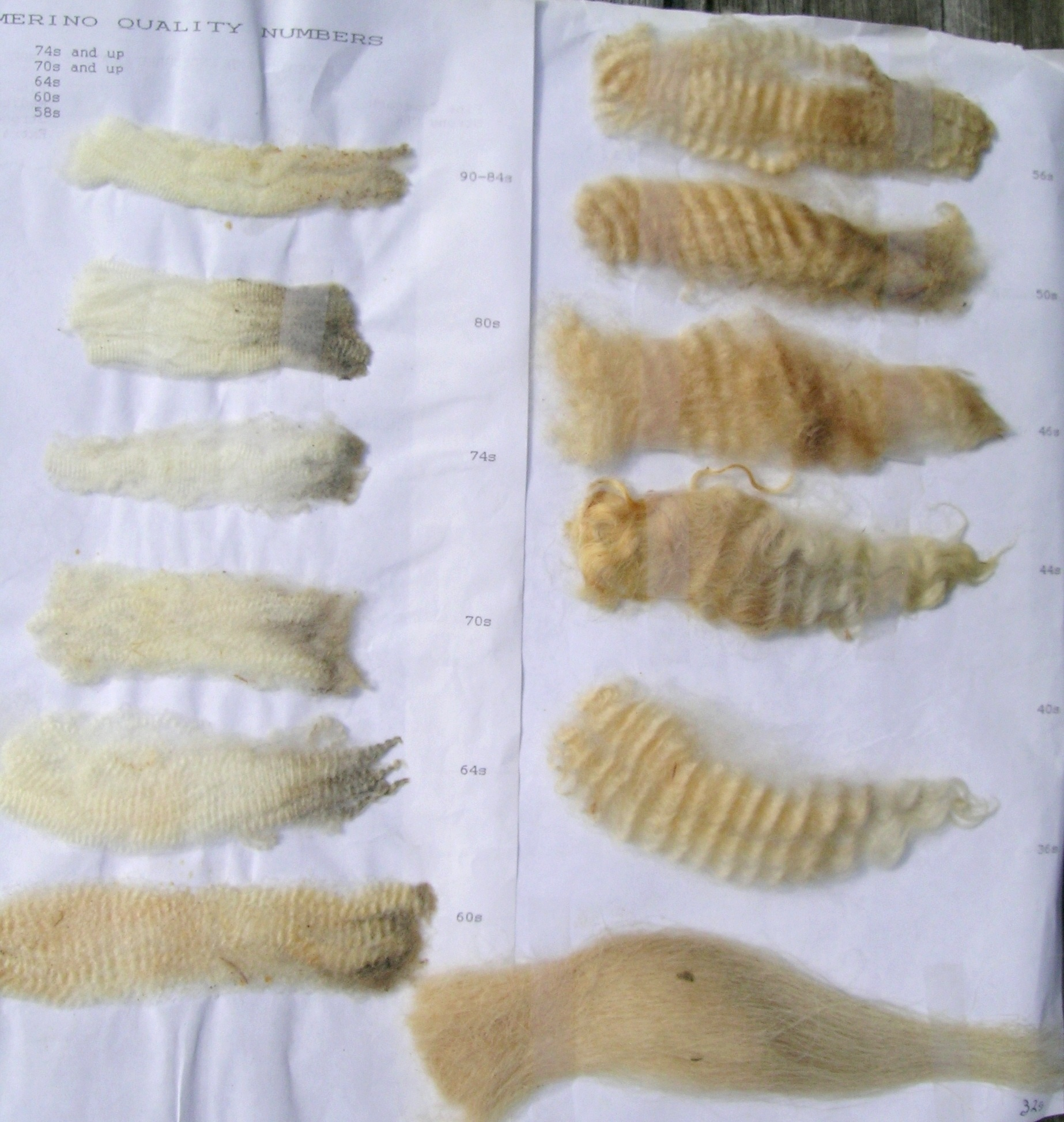
Vzorky staplu vlny (vlevo merino, vpravo crossbred)

Relativní hodnoty hřejivosti různých materiálů:
| Hřejivost materiálu (%) | Za sucha | Za mokra |
| ----------------------- | -------- | -------- |
| merino                  | 80       | 100      |
| hrubší vlna             | 60       | 80       |
| kašmír                  | 100      | 100      |
| polyester               | 40       | 20       |
| bavlna                  | 50       | 20       |

(Vlákna ze srsti angorského králika jsou asi 8× hřejivější než průměrná ovčí vlna)

## Použití merina
Z merinové vlny se zhotovují česané příze v  jemnosti 7–10 tex. Na snímku vpravo jsou na levé straně vzorky merinových vláken, u každého s příslušným údajem o maximálně možné jemnosti výpředu (v anglickém systému označení jemnosti příze). 
Merinové příze, jak z čisté vlny, tak i ze směsí s umělými vlákny se používají hlavně na oděvní textilie – např. v roce 2018 ze 40 % na pleteniny, 34 %  na pánské a 26 % na dámské oděvy a na ruční pletení.

## Galerie

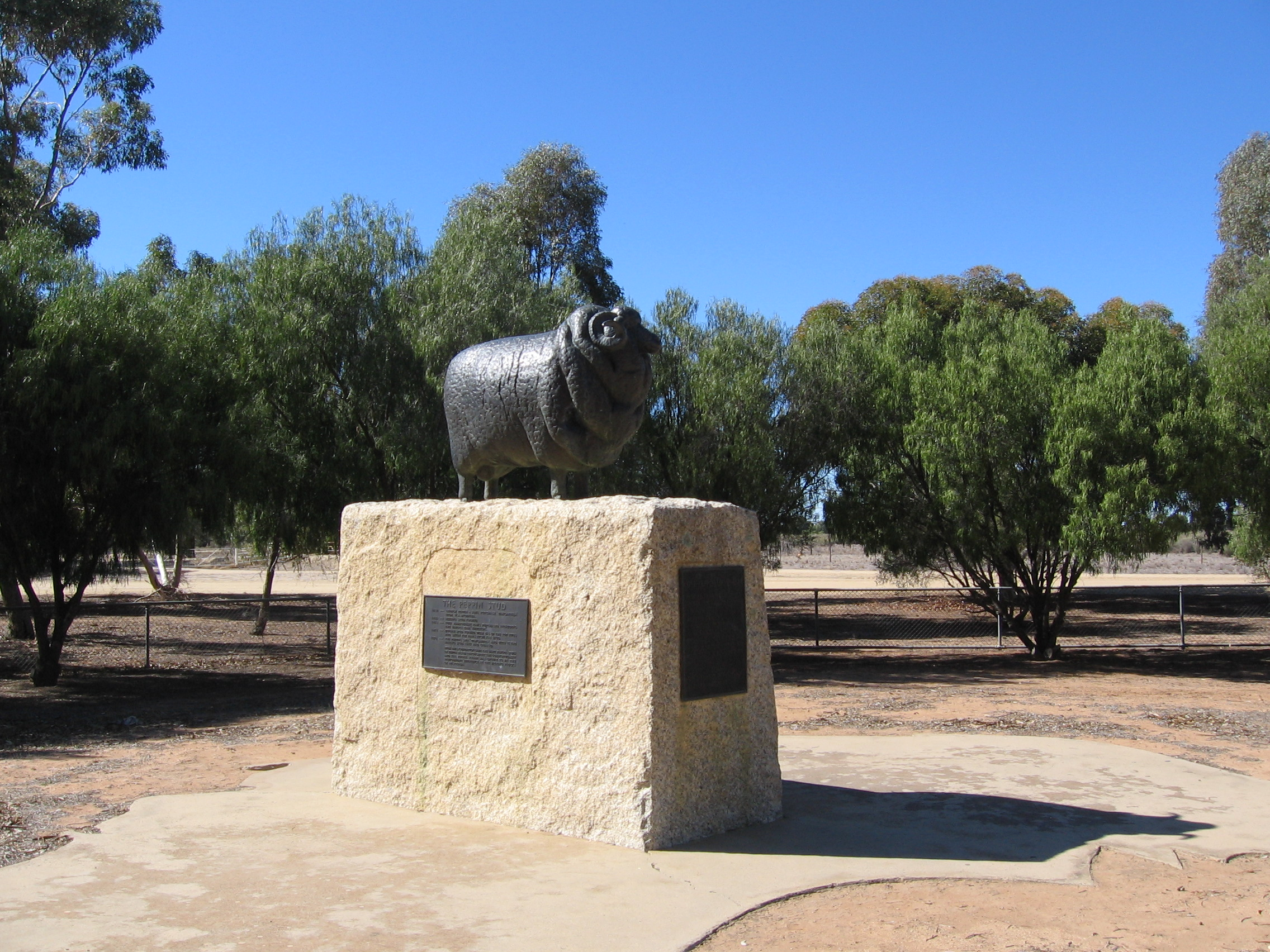
Socha ovce druhu Peppin v australském Wanganella, místě vzniku tohoto druhu
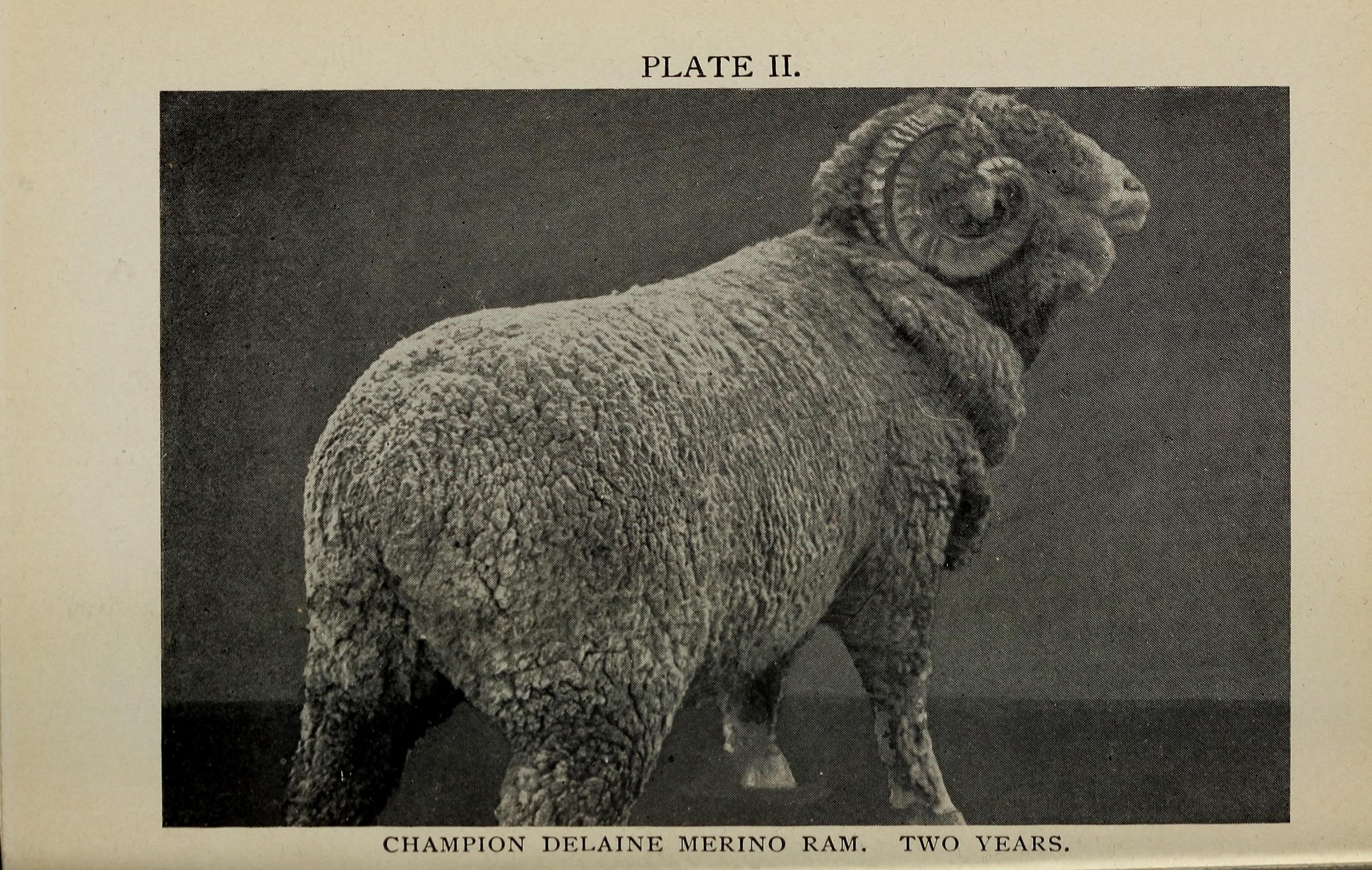
Dellaine Merino (USA 1912)
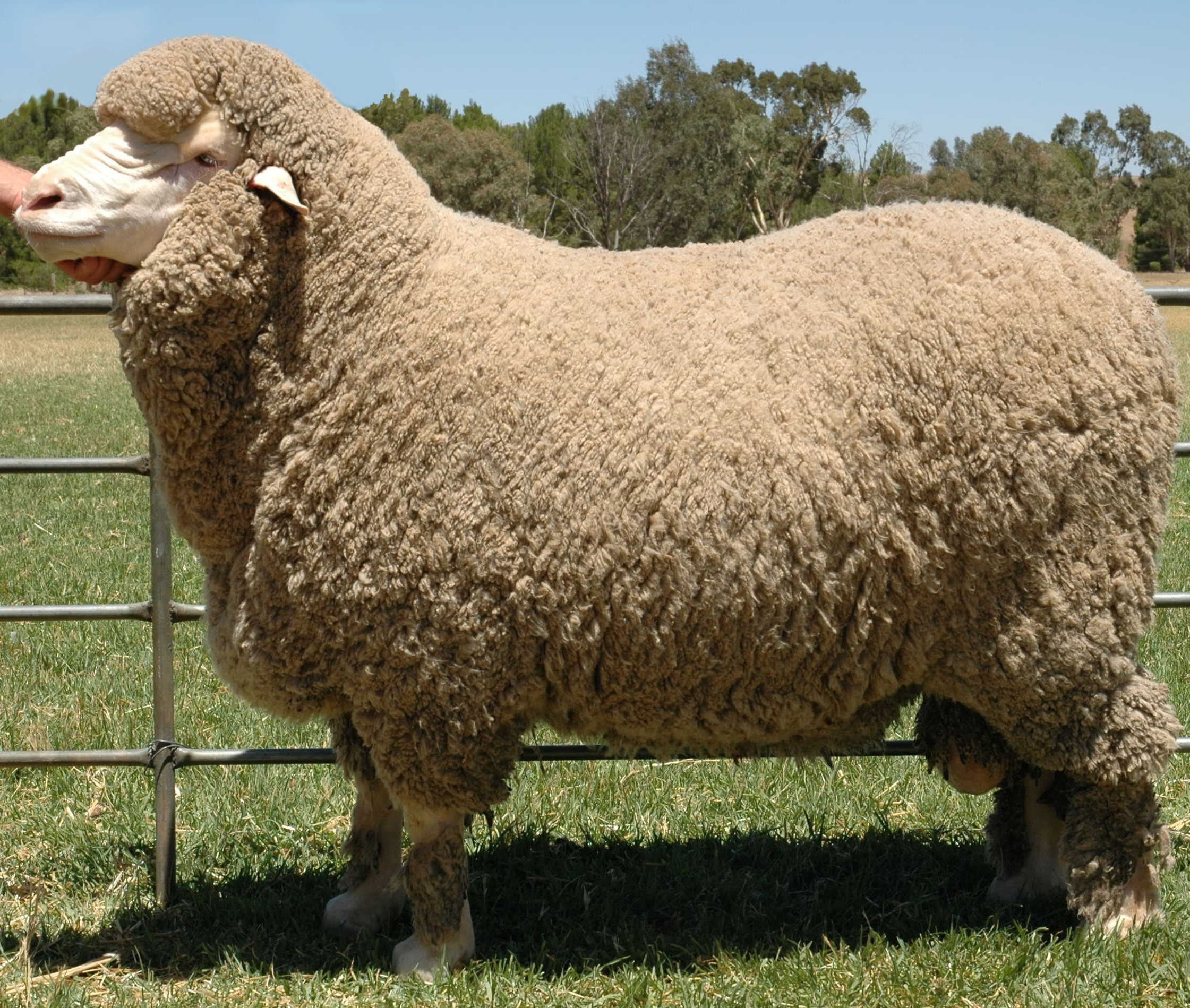
Poll Merino, bezrohý australský beran (1998)
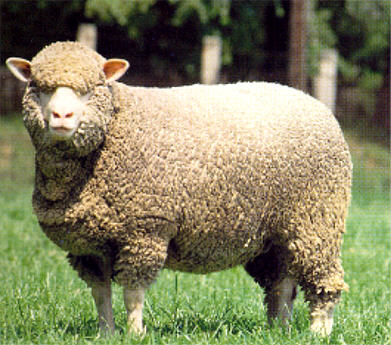
Polish Merino (neznámé datum)
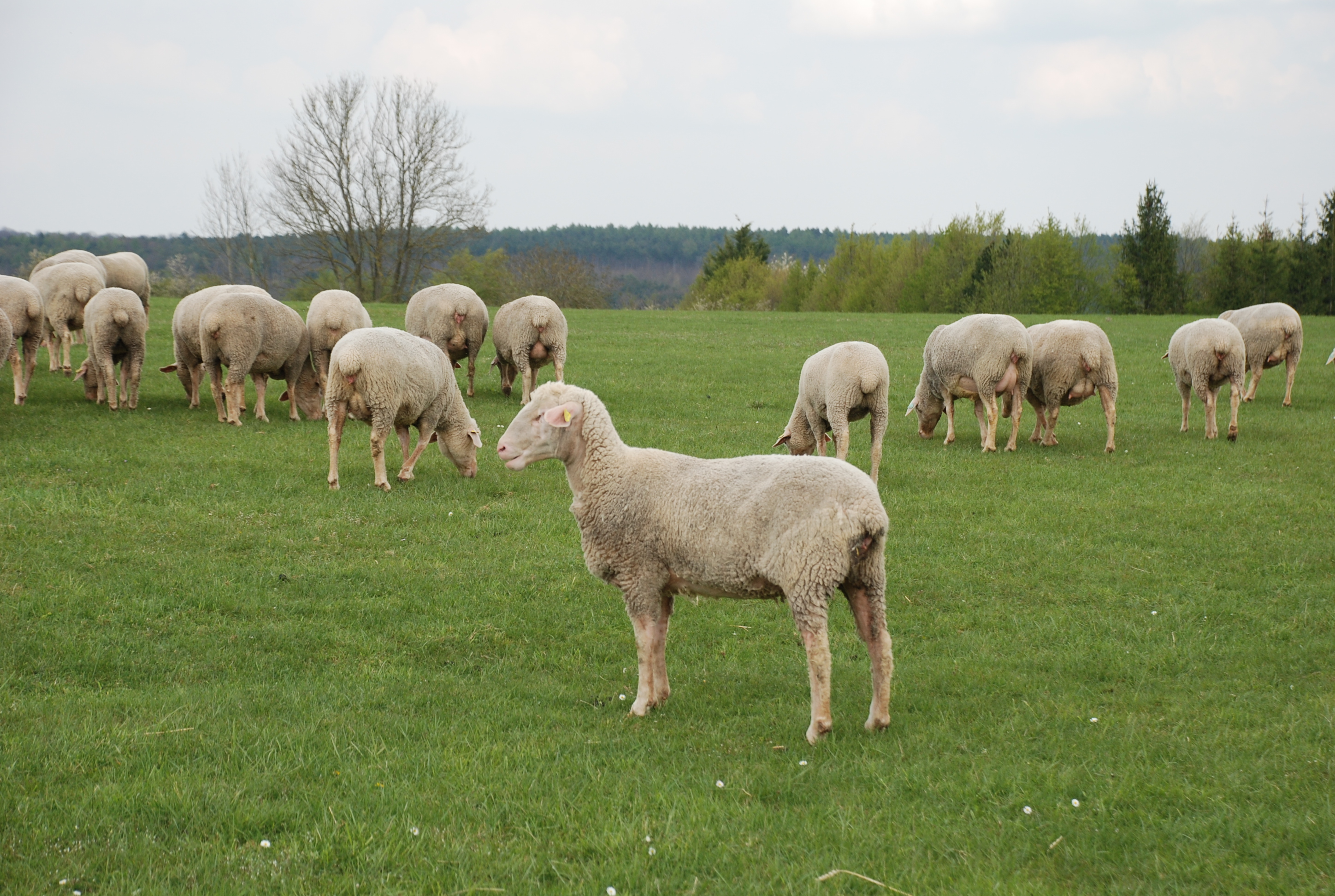
Est à laine mérinos (Francie 2012)